# Gunna
Sergio Giavanni Kitchens (College Park, 14 de junho de 1993), mais conhecido como Gunna, é um rapper, cantor e compositor norte-americano.
O vocalista já conseguiu emplacar dois álbuns no topo da Billboard Hot 100: Wunna (em 2022) e DS4Ever (2022). Este último barrou o álbum Dawn FM, da megaestrela The Weeknd, de alcançar o número um da principal tabela de álbuns dos EUA na sua semana de estreia.